# Nowożyliwka
Nowożyliwka (ukr. Новожилівка, ros. Новожиловка, Nowożyłowka) – wieś na Ukrainie, w Autonomicznej Republice Krymu (de iure stanowiącej integralną część państwa ukraińskiego, w 2014 anektowanej przez Rosję i odtąd funkcjonującej jako Republika Krymu), w rejonie biłohirskim. W 2001 liczyła 1605 mieszkańców. Według spisu ludności przeprowadzonego przez okupacyjne władze rosyjskie populacja wsi w 2014 wynosiła 1679 osób.